# Norbert Madaras
Norbert Madaras (né le 1er décembre 1979 à Eger) est un joueur de water-polo hongrois, double champion olympique en 2004 et 2008. Il est également double champion du monde en 2003 et en 2013. Il remporte l'Euro Ligue en 2007 avec la Pro Recco.

## Palmarès

### Jeux olympiques d'été
- Jeux olympiques d'été de 2004 à Athènes
  -  Médaille d'or
- Jeux olympiques d'été de 2008 à Pékin
  -  Médaille d'or[1]

### Championnats du monde
- Championnats du monde de natation 2003 à Barcelone
  -  Médaille d'or
- Championnats du monde de natation 2005 à Montréal
  -  Médaille d'argent
- Championnats du monde de natation 2007 à Melbourne
  -  Médaille d'argent
- Championnats du monde de natation 2013 à Barcelone
  -  Médaille d'or